# Долгое (Должанский район)
До́лгое — посёлок городского типа в Орловской области России, административный центр Должанского района. Образует одноимённое муниципальное образование городское поселение Долгое как единственный населённый пункт в его составе.
Площадь — 799 га.

Население — 3508 чел. (2023).

## Физико-географическая характеристика
Посёлок находится в 170 км к юго-востоку от областного центра — города Орла. Ближайший крупный город — Ливны, расположенный в 50 км к северу.

### Время
Пгт. Долгое, как и вся Орловская область, находится в часовой зоне МСК (московское время). Смещение применяемого времени относительно UTC составляет +3:00.

### Климат
В пгт. Долгое преобладает умеренно—континентальный климат (в классификации Кёппена — Dfb), зависящий от северо-западных океанических и восточных континентальных масс воздуха. Зима умеренно прохладная. Средняя температура января около −8 °С. Лето неустойчивое. Средняя температура июля около +19 °С. Осадков выпадает 550—570 мм в год, максимум приходится на лето.

## История
16 августа 1944 года в посёлок при железнодорожной станции Долгая был перенесен центр Должанского района, а сам посёлок переименован в Долгое.
20 декабря 1974 года посёлок Долгое отнесен к категории рабочих поселков.
С 1 января 2006 года Долгое образует городское поселение Долгое.

## Население
| 1939  | 1959  | 1970  | 1979  | 1989  | 2002  | 2009  | 2010  | 2012  |
| ----- | ----- | ----- | ----- | ----- | ----- | ----- | ----- | ----- |
| 1018  | ↗1199 | ↗1786 | ↗3416 | ↗4330 | ↗5020 | ↘4691 | ↘4443 | ↘4299 |
| 2013  | 2014  | 2015  | 2016  | 2017  | 2018  | 2019  | 2020  | 2021  |
| ↘4223 | ↘4142 | ↘4028 | ↘3983 | ↘3968 | ↘3926 | ↘3920 | ↘3863 | ↘3547 |
| 2023  |       |       |       |       |       |       |       |       |
| ↘3508 |       |       |       |       |       |       |       |       |

Национальный состав
По итогам переписи населения 2020 года проживали следующие национальности (национальности менее 0,1 % и другое, см. в сноске к строке «Другие»):
| Национальность | Численность, чел. | Доля     |
| -------------- | ----------------- | -------- |
| Русские        | 3401              | 95,88 %  |
| Даргинцы       | 8                 | 0,23 %   |
| Украинцы       | 7                 | 0,20 %   |
| Армяне         | 4                 | 0,11 %   |
| Другие         | 127               | 3,58 %   |
| Итого          | 3547              | 100,00 % |

## Экономика
В посёлке работает элеватор, имеется типография, Орловское ЛПУМГ. Работают отделения крупных банков, активно развивается предпринимательство. В поселке функционируют множество магазинов розничной торговли.
В посёлке находится железнодорожная станция Долгая Московской железной дороги.

## Культура
В пгт Долгое имеются библиотека и культурный центр.